# The Battle Rages On...
The Battle Rages On... – czternasty album studyjny Deep Purple wydany w roku 1993.
Album jest powrotem do klasycznej linii muzycznej zespołu (seria Mk II) po jego reaktywacji (pierwsza reaktywacja w 1984 zaowocowała albumem Perfect Strangers).

## Lista utworów
Wszystkie, z wyjątkiem opisanych skomponowali Ian Gillan, Ritchie Blackmore i Roger Glover.
| 1.  | „The Battle Rages On” (Blackmore, Gillan, Glover, Lord, Paice) | 5:55  |
|     |                                                                |       |
| 2.  | „Lick It Up”                                                   | 3:59  |
|     |                                                                |       |
| 3.  | „Anya” (Blackmore, Gillan, Glover, Lord)                       | 6:31  |
|     |                                                                |       |
| 4.  | „Talk About Love” (Gillan, Blackmore, Glover, Lord, Paice)     | 4:07  |
|     |                                                                |       |
| 5.  | „Time to Kill”                                                 | 5:48  |
|     |                                                                |       |
| 6.  | „Ramshackle Man”                                               | 5:33  |
|     |                                                                |       |
| 7.  | „A Twist in the Tale”                                          | 4:16  |
|     |                                                                |       |
| 8.  | „Nasty Piece of Work” (Blackmore, Gillan, Glover, Lord)        | 4:35  |
|     |                                                                |       |
| 9.  | „Solitaire”                                                    | 4:41  |
|     |                                                                |       |
| 10. | „One Man’s Meat”                                               | 4:38  |
|     |                                                                |       |
|     |                                                                | 50:03 |
|     |                                                                |       |

## Skład zespołu
- Ian Gillan – śpiew
- Ritchie Blackmore – gitara
- Jon Lord – instrumenty klawiszowe
- Roger Glover – gitara basowa
- Ian Paice – perkusja